# Kaiser Franz Joseph I
Kaiser Franz Joseph I (укр. Кайзер Франц Йосиф І) — трансатлантичний пасажирський корабель австрійського пароплавства Австро-Американа, заснованого 1895 року. Був найбільшим завершеним кораблем австрійського торговельного флоту і його флагманом. Названий на честь цісаря Франца Йосифа І.

## Історія
Пароплав заклали на корабельні Cantiere Navale Triestino у Монфальконе. 9 вересня 1911 відбувся урочистий спуск на воду «Kaiser Franz Joseph I» за участі ерцгерцогині Марії Йозефи Саксонської, військовим комендантом, адміралом Рудольфом де Монтекукколі. При довжині 145,54 м, ширині 18,35 м, водотоннажності 12.567 BRT він був найбільшим цивільним кораблем під австрійським прапором. На пароплаві встановили дві 4-циліндрові парові машини потрійного розширення компанії David Rowan & Company з Глазго потужністю 12.800 к.с., що дозволяло розвинути швидкість 17 вузлів. Трієст був центром еміграції з Австро-Угорської імперії до США, Австралії, Південної Африки. Впродовж 1904/14 років звідси виїхало 63.290 емігрантів (86.1% до США), (39,6% були вихідцями з Галичини, 3,4% Буковини).

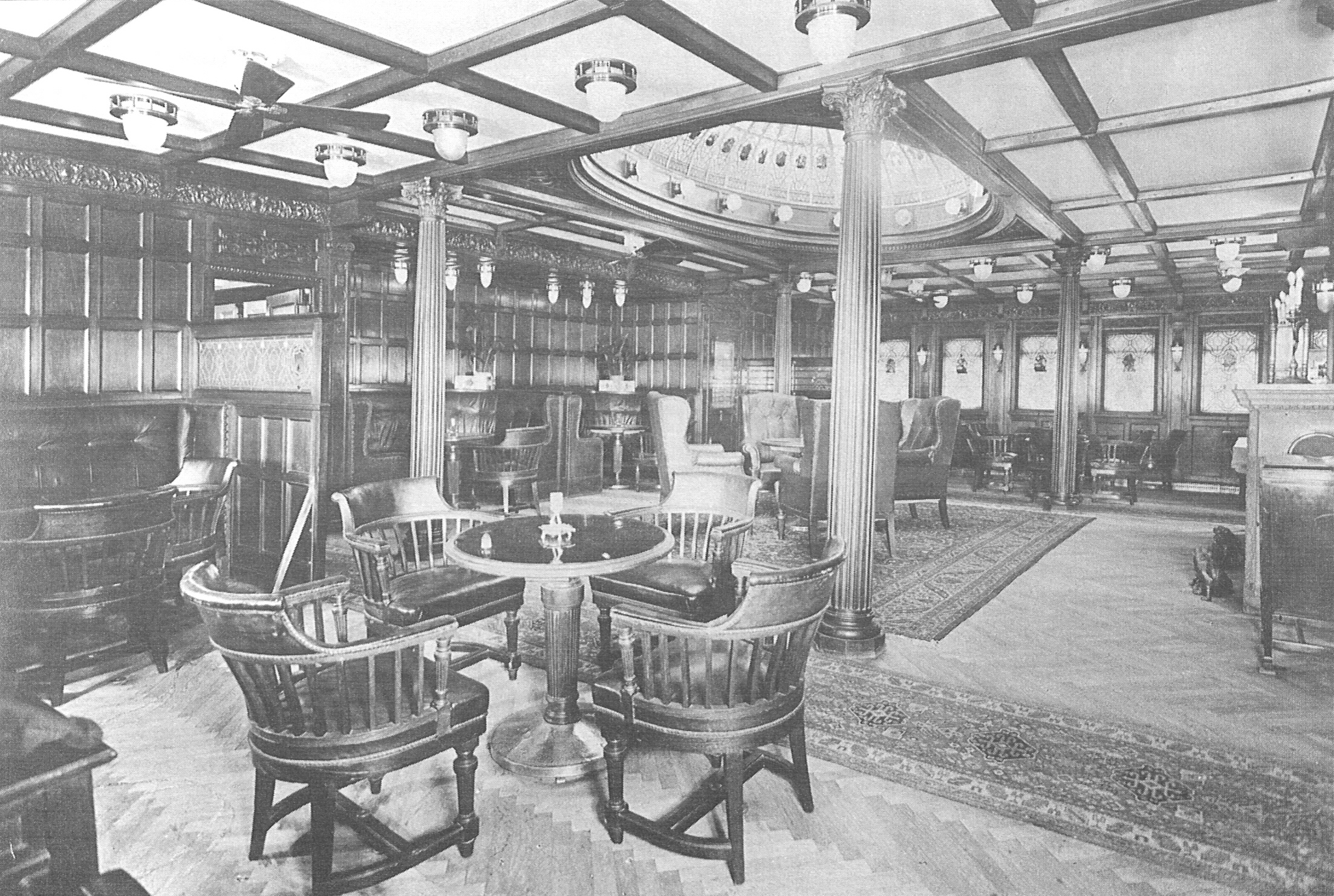
Салон І класу для курців

У лютому 1912 пароплав був прийнятий в експлуатацію і вирушив з Трієсту до Буенос-Айресу. Він міг розмістити 125 пасажирів І класу, 550 пасажирів ІІ класу, 1230 пасажирів ІІІ класу. 25 травня 1912 пароплав вийшов у перший рейс до Нью-Йорку з зупинками у Патрах (Греція), Палермо (Сицилія), Алжирі. 13 червня 1914 пароплав повернувся до Трієсту, де простояв до кінця Першої світової війни. Після її завершення Austro-Americana перейшла до родини з Трієсту Косуліч, яка стала власницею кораблів. Було закладено нове пароплавство Cosulich Società Triestina di Navigazione (Cosulich Line). Пароплав перейменували на «Президент Вільсон» і 5 травня 1919 він вирушив у перший післявоєнний рейс до Нью-Йорку через Геную, Марсель, перевозячи переважно солдат США, що повертались назад.
24 червня 1919 пароплав вирушив по новому трансатлантичному маршруту з Трієсту через Мессіну, Неаполь. 12 вересня 1919 він вирушив у черговий рейс під італійським прапором з 97 пасажирами І класу, 371 — ІІ класу, 623 — ІІІ класу. У 1925/26 роках корабель переробили під рідке паливо замість вугілля. У листопаді 1929 здійснив останній рейс до Нью-Йорку.
Пароплав купило 1930 пароплавство Lloyd Triestino і перейменувало на «Gang», 1936 Lloyd Adriatico, перейменувавши на «Marco Polo». 12 травня 1944 пароплав затопили у Ла-Спеція підрозділи Вермахту. Корпус підняли 1949/50 роках і порізали на металобрухт.